# Teodor Marx
Teodor Jan Marx, w latach 1961–1963 Teodor Jan Marks (ur. 26 września 1938 w Bytomiu) – polski piłkarz grający na pozycji pomocnika.
Marx jest wychowankiem Polonii Bytom, w której występował w latach 1952–1958 i zdobył z nią wicemistrzostwo w sezonie 1958. W 1959 roku otrzymał powołanie do wojska i służbowe oddelegowanie do drugoligowego Śląska Wrocław. Po zakończeniu służby wojskowej wrócił do Polonii Bytom, z którą w sezonie 1961 został wicemistrzem, natomiast w sezonie 1962 mistrzem Polski.